# Housemaster
Dans le système éducatif britannique, un Housemaster (ou, moins fréquemment, une Housemistress) est un membre du personnel responsable d'une sous-unité d'une école appelée maison ou d'un pensionnat dans une école publique britannique. Le Housemaster est responsable de la supervision et des soins des pensionnaires de sa maison. Le terme de Houseparent est également parfois utilisé quand un couple marié se partage le rôle. En outre, il existe aussi des assistants housemaster (ou des assistantes housemistress) l'assistant et agissant en son nom.